# Distrito de Ciechanów
El distrito de Ciechanów ( en polaco powiat ciechanowski) es una unidad de administración territorial y gobierno local (powiat) situada en el centro-este de Polonia, en el voivodato de Mazovia. Se puso en funcionamiento el 1 de enero de 1999, tras la reforma de las divisiones administrativas de 1998 y la reintroducción de los Powiat. Su capital y mayor ciudad es Ciechanów, situada a 77 km al norte de Varsovia. La única otra ciudad del distrito es Glinojeck, que se encuentra a 25 km al oeste de Ciechanów.
El distrito cubre un área de 1062,62 kilómetros cuadrados. En 2006 su población total era de 91.050 habitantes. Ciechanów tenía 45 902 y Glinojeck 3052, y la población rural es 42 096.

## Divisiones administrativas
El distrito se subdivide en 9 gminas (una urbana, una urbano-rural y 7 rurales). Están enumerados en esta tabla en orden decreciente de población
| Gmina                                | Tipo         | Area (km²) | Población (2006) | Sede            |
| Ciechanów                            | urbana       | 32.5       | 45.902           |                 |
| Gmina Sońsk                          | rural        | 155.0      | 8.047            | Sońsk           |
| Gmina Glinojeck                      | urbano-rural | 153.5      | 7.937            | Glinojeck       |
| Gmina Opinogóra Górna                | rural        | 139.8      | 5.980            | Opinogóra Górna |
| Gmina Ciechanów                      | rural        | 140.2      | 5.938            | Ciechanów *     |
| Gmina Regimin                        | rural        | 111.3      | 4.955            | Regimin         |
| Gmina Ojrzeń                         | rural        | 123.1      | 4.393            | Ojrzeń          |
| Gmina Gołymin-Ośrodek                | rural        | 110.6      | 4.006            | Gołymin-Ośrodek |
| Gmina Grudusk                        | rural        | 96.7       | 3.892            | Grudusk         |
| * La sede no forma parte de la gmina |              |            |                  |                 |